# 6 Pułk Artylerii Polowej (Cesarstwo Niemieckie)

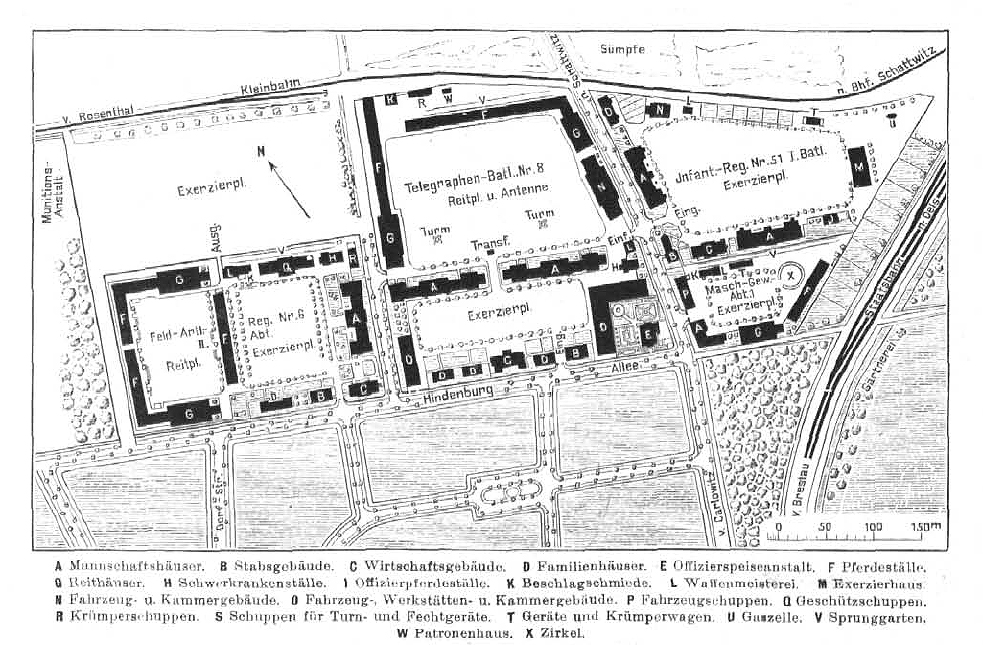
Plan koszar

6 pułk artylerii polowej im. von Pueckera (1 Śląski) (niem. Feldartillerie-Regiment „von Peucker“ (1. Schlesisches) Nr. 6) – oddział artylerii niemieckiej okresu Cesarstwa Niemieckiego.

## Historia
Pułk został sformowany 24 listopada 1808. Stacjonował we Wrocławiu. Wchodził w skład VI Korpusu Armijnego .
W 1914 był w strukturach 11 Brygady Artylerii z 2 Dywizji Piechoty.
W momencie rozpoczęcia I wojny światowej, w sierpniu 1914 pułk  według etatu liczył 1368 żołnierzy, dzielił się na dwa bataliony po trzy baterie i dysponował 36 działami.

Od marca 1915 wszystkie nowe dywizje formowane były według „wzoru 1915”, a od czerwca 1917 przekształcono według niego wszystkie pozostałe. Od kwietnia 1915 pułk artylerii polowej liczył etatowo 24 działa rozmieszczone w dwóch batalionach. 

Po kolejnych restrukturyzacjach w 1917, pułk artylerii polowej składał się z dwóch batalionów polowych po 12 dział oraz batalionu haubic wyposażony w 12 haubic.